# Ingrid Uhr
Ingrid Margareta Uhr, född 12 oktober 1931 i Göteborg, död 25 juli 2015 i Ugglarp, var en svensk arbetsterapeut, textilkonstnär, målare och tecknare.
Hon var dotter till fabrikören Axel Karlsson och Lillie Söderström och från 1953 gift med ingenjören Lars Ivar Uhr. Hon utexaminerades som arbetsterapeut med konstsömnad som specialitet från Slöjdföreningens skola i Göteborg 1957 som hon senare kompletterade med studier i textilkonst och studieresor till Tyskland, Nederländerna, Danmark och Norge för att åter sätta sig på skolbänken vid KV konstskola i Göteborg och Gustavus Primus målarskola 1975–1977. Efter sin utbildning var hon verksam som arbetsterapeut vid Skolhemmet Stretered i Källerud och ledde kursverksamhet i konstsömnad.
Separat har hon ställt ut i bland annat Göteborg, Strömstad och Lysekil. Tillsammans med Brita Stanne och Märta Olofsson ställde hon ut i Hisings Kärra och tillsammans med sin man ställde hon ut på  Galleri Galax i Göteborg och gav i samband med utställningen och sin 50-årsdag ut boken 50 år i och kring Göteborg. Hon medverkade i ett flertal samlingsutställningar i Götaland bland annat på Klippans kulturreservat. Bland hennes offentliga arbeten märks en väggmålning i Källerud och jutevävsmålningar för Biskopsgårdens församlingshem, Hagakyrkan i Göteborg. Tillsammans med sin man utförde hon ett flertal offentliga utsmyckningar. Hennes konst består av design till tryckta textiler för mode och inredning, jutevävsmålningar, stiliserade figurer, troll, djur och människor. Som textil mönsterformgivare arbetade hon bland annat för Almedahls fabriker. Hon har dessutom skrivit några böcker om svår tinnitus och öronsus. Uhr är representerad vid Hallands läns landsting. Älvsborgs läns landsting och Volvo i Göteborg. Hon signerade sina arbeten med UHR.